# Wenzel Seidl

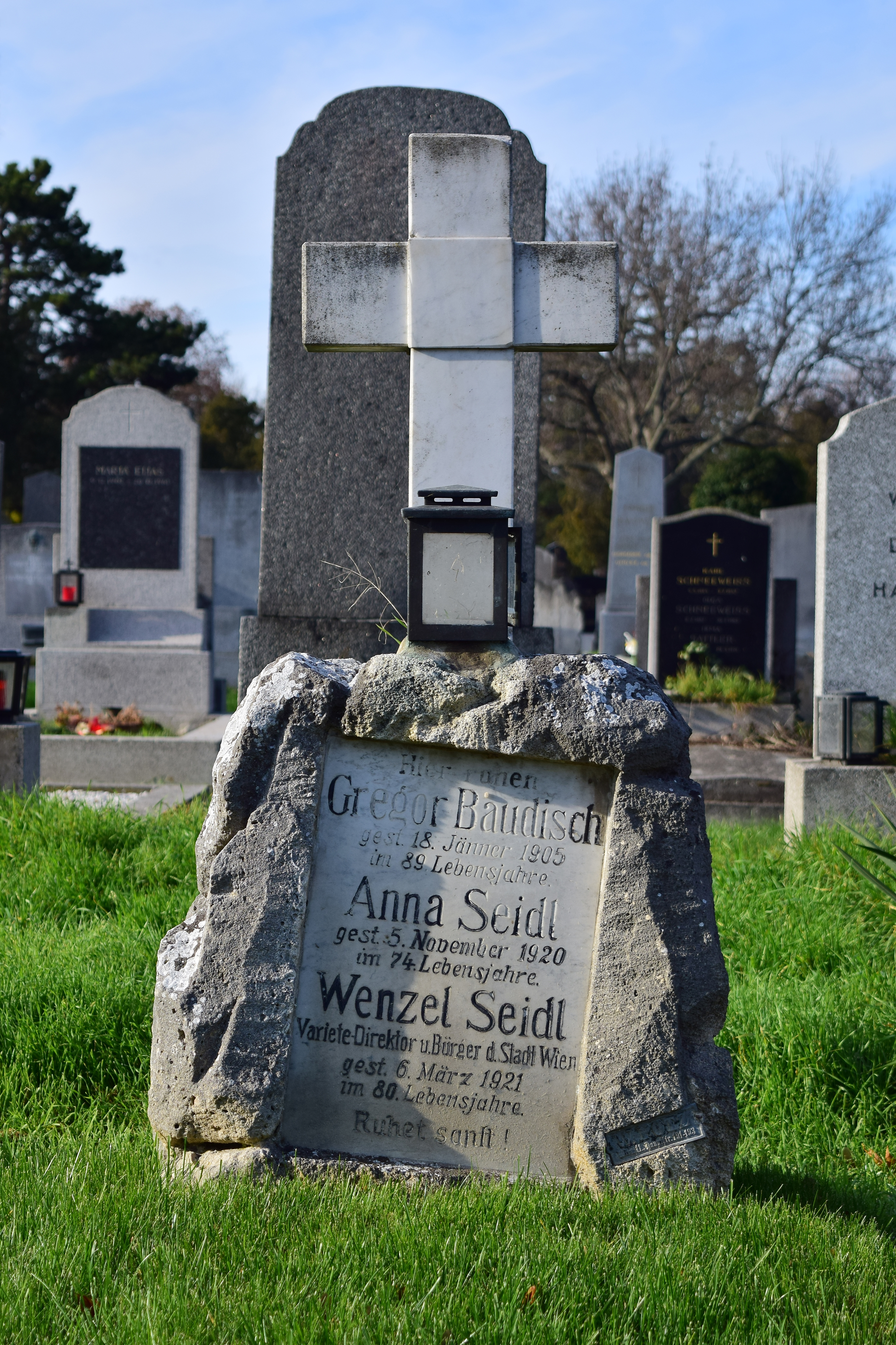
Wenzel Seidls ehrenhalber gewidmetes Grab am Wiener Zentralfriedhof (Gruppe 64, Reihe 17, Nr. 16)

Wenzel Seidl (* 14. Jänner 1842 in Gumpendorf; † 6. März 1921 in Wien) war ein österreichischer Volkssänger und Komiker.

## Leben
Wenzel Seidl wurde am 14. Jänner 1842 in der damals noch eigenständigen Gemeinde Gumpendorf, vor den Toren Wiens, als Sohn eines Knopfdrechslers geboren. Sein Vater war der Lehrherr des späteren Volkssängers, Schauspielers und Theaterdirektors Johann Fürst und wurde, nachdem er seine Familie von seiner Tätigkeit als Knopfdrechsler nicht mehr ernähren konnte, von Fürst als Logenschließer beschäftigt. Wenzel Seidl trat schon früh im Theater an der Wien unter Direktor Franz Pokorny in Kinderkomödien auf und absolvierte im fortgeschrittenen Alter eine Lehre zum Kellner im damals bereits historischen Hotel Zum weißen Rössel auf der Taborstraße 2, wo er Josef Matras kennenlernte. Danach war er noch bis 1863 als Kellner tätig, ehe er vom Volkssänger Karl Drexler entdeckt und von diesem in weiterer Folge zur Gaststätte Zum grünen Tor gelotst wurde, wo er ihn in seiner Gesellschaft auftreten ließ.
Während seiner Zeit als Kellner war er als Sänger bereits sehr beliebt, gab im Jahre 1863 sein erfolgreiches Debüt im Gasthaus Zum grünen Tor und trat in den Gesellschaften der Volkssängerinnen Antonie Mansfeld und Fanni Hornischer, sowie ab 1870 in der Gesellschaft von Anton Amon auf. Bei ebendiesem sang er anfangs Solonummern, später aber auch als Ensemblemitglied in dessen Volkssängergesellschaft zusammen mit Amon als äußerst zugkräftig bezeichnete Duette. Im Jahre 1868 gründete er zusammen mit Josef „Pepi“ Steidler und Franz Xaver Kriebaum eine eigene Gesellschaft, die jedoch nur kurzlebig war. Seinen zeitlebens bleibenden Beinamen der rote Seidl erhielt er auch während dieser Zeit, durch ein auf seine Haarfarbe anspielendes Couplet mit dem Refrain „Weil i der rote Seidl bin“.
1879 gründete er zusammen mit dem bei Amon als „Hausdichter“ tätigen Wilhelm Wiesberg die „Gesellschaft Seidl und Wiesberg“. Von den Wiener „Duettistenpaaren“, von denen es zu dieser Zeit einige gab, so zum Beispiel „Nagel und Amon“ oder „Edi und Biedermann“, galten „Seidl und Wiesberg“ mit ihren dezenten und wienerisch gemütlichen, jedoch nicht sentimentalen Liedern und Couplets als erfolgreichste und qualitativ höchststehende Gruppierung. Die von Wiesberg geschriebenen und von Johann Sioly vertonten Werke (z. B. Das hat ka Goethe g’schrieb’n, I bin a echter Weana oder Die Deutschmeister san do) zählten bereits damals zu den besten ihres Genres und galten bis ins 20. Jahrhundert als populär. Vor allem die vorgetragenen Es-damdam-G’stanz’ln mit Texten von Josef Philippi, die zum Teil auch von Johann Sioly oder auch von Karl Kratzl vertont wurden, kommentierten das damalige Tagesgeschehen mit immer neuen Strophen.
Der Erfolg der beiden Duettpartner ging bis über die Landesgrenzen hinaus, woraufhin Touren durch das In- und Auslang folgten und die beiden bei Abendgesellschaften in Adels- und Finanzkreisen auftraten. Teil der Gesellschaft war neben Sioly auch eine Zeit lang auch Edmund Guschelbauer, genannt Alter Drahrer, der schöne Edi oder der blade Edi. Nach dem Rückzug von Wiesberg, der nur wenige Jahre später verstarb, im Jahre 1890 führte Seidl die Gesellschaft alleine weiter und sang bis ins Jahr 1893 mit dem Natursänger Max Jauner und von 1893 bis 1906 mit Anton Schäfer. Zu seiner Gesellschaft gehörten in dieser Zeit Johann Sioly, Lina Berg, Anton Gruber, Anton Schäfer und Julius Schwab, sowie als sogenannter Lokalaufnehmer sein Neffe Karl Baudisch.
Seidl besaß eine Villa in Hietzing und zog erst nach dem Tod seines Vaters in sein eigenes Haus im Wiener Prater. Als Hausdichter beschäftigte er Edmund Skurawy, einen Schriftsteller und Journalisten, der auch selbst als Volkssänger in Erscheinung trat. Im Jahre 1903 erhielt er steuerfrei das Wiener Bürgerrecht. Am 6. März 1921 verstarb Wenzel Seidl, etwa vier Monate nachdem seine Frau Anna 74-jährig gestorben war, im Alter von 79 Jahren in seinem Haus im Prater. Er wurde am Wiener Zentralfriedhof in einem ehrenhalber gewidmeten Grab beerdigt (Gruppe 64, Reihe 17, Nr. 16), das sich in der Obhut der Gemeinde Wien befindet.